# Histoire d'Aix-en-Provence au Moyen Âge
L'histoire d'Aix-en-Provence au Moyen Âge couvre une période allant de la fin de l'Antiquité et le passage de la ville d'Aquae Sextiae au titre de capitale de la Narbonensis Secunda, au IVe siècle, aux événements suivant la mort du roi René, provoquant l'association de la Provence avec le royaume de France, en 1486. 
Au IVe siècle, Aix-en-Provence devient la capitale de la Narbonensis Secunda. Elle est ensuite occupée par les Wisigoths en 476, les Ostrogoths en 508 et les Francs en 536. Elle tombe également entre les mains des Lombards puis, en 731, des Sarrasins. Ces attaques répétées épuisent la ville tant économiquement que démographiquement. Destituée de son titre de capitale provinciale au profit d'Arles, elle ne retrouve son lustre que sous les Carolingiens. Mais c'est l'année 1189 qui lui permet de revenir au grand jour politiquement. À cette occasion, les comtes de Provence décident de faire de la ville leur nouveau lieu de résidence, au détriment d'Arles et Avignon qu'ils habitaient jusqu'alors. Cet acte donne de facto à Aix le titre de « capitale de la Provence », titre qu'elle conservera jusqu'à la Révolution.

## Le Haut Moyen Âge

### Introduction du catholicisme
Les empereurs Théodose, de confession chrétienne, élève le christianisme au rang de seule religion officielle et obligatoire par un édit en date du 28 février 380. Il s'agit de l'édit de Thessalonique. Pour permettre l'accord entre la religion triomphante et les institutions romaines, l'Église adopte une hiérarchie calquée sur l'administration telle qu'elle est pratiquée à Rome. C'est ainsi qu'à Aix l'évêque reçoit le titre de « métropolitain » de la Narbonnaise seconde. Au Moyen Âge, ce titre deviendra « archevêque ».

#### Lazare d'Aix
Les premiers temps de cette nouvelle église sont difficiles toutefois, car Aix doit faire face à la concurrence de diocèse plus anciens, comme celui de Marseille ou d'Arles. Le plus ancien évêque d'Aix est Lazare. Il accède à la dignité de l'église aixoise en 408.

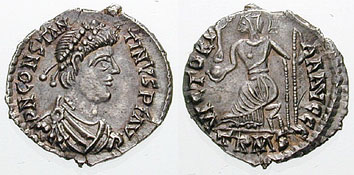
Constantin III. Au revers son programme politique : la victoire et Rome, assise tenant le globe du monde.

En 407, sur l'île de Bretagne est élu, contre toute voie légale, un nouvel empereur désigné par l'armée stationnée dans la province. Cet usurpateur, sous le nom de Constantin III, est le troisième empereur usurpateur, après Marcus et Gratien. Après un passage par Trèves puis Lyon durant l'été 407, Constantin marche sur Arles à la fin de cette même année, ou au début de 408. Il y entre et s'y installe comme empereur, faisant de la cité la nouvelle capitale des Gaules au détriment de Trêves. Une de ses premières actions d'empereur régnant est de nommer deux hommes parmi ses fidèles, deux moines, à la tête de l'Église d'Arles et de celle d'Aix, afin de contrôler les organes locaux du pouvoir. Héros devient évêque d'Arles. Sur le diocèse d'Aix va régner un évêque connu sous le nom de Lazare d'Aix. Si la nomination d'Héros se fait sans opposition majeure, il n'en est pas de même pour Lazare, dont la nomination se fait dans une effusion de sang dans la cathédrale d'Aix, aujourd'hui disparue,. À Rome, la situation n'est pas tolérée et Flavius Honorius, l'empereur légal, envoie le général Flavius Constantius à l'assaut d'Arles qui tombe. L'usurpateur est exécuté en novembre 411. Ses deux évêques sont destitués. Lazare est expulsé de son diocèse par la population aixoise. Si un évêque prend la place d'Héros à Arles, l'Église d'Aix, elle, restera sans évêque plusieurs décennies.

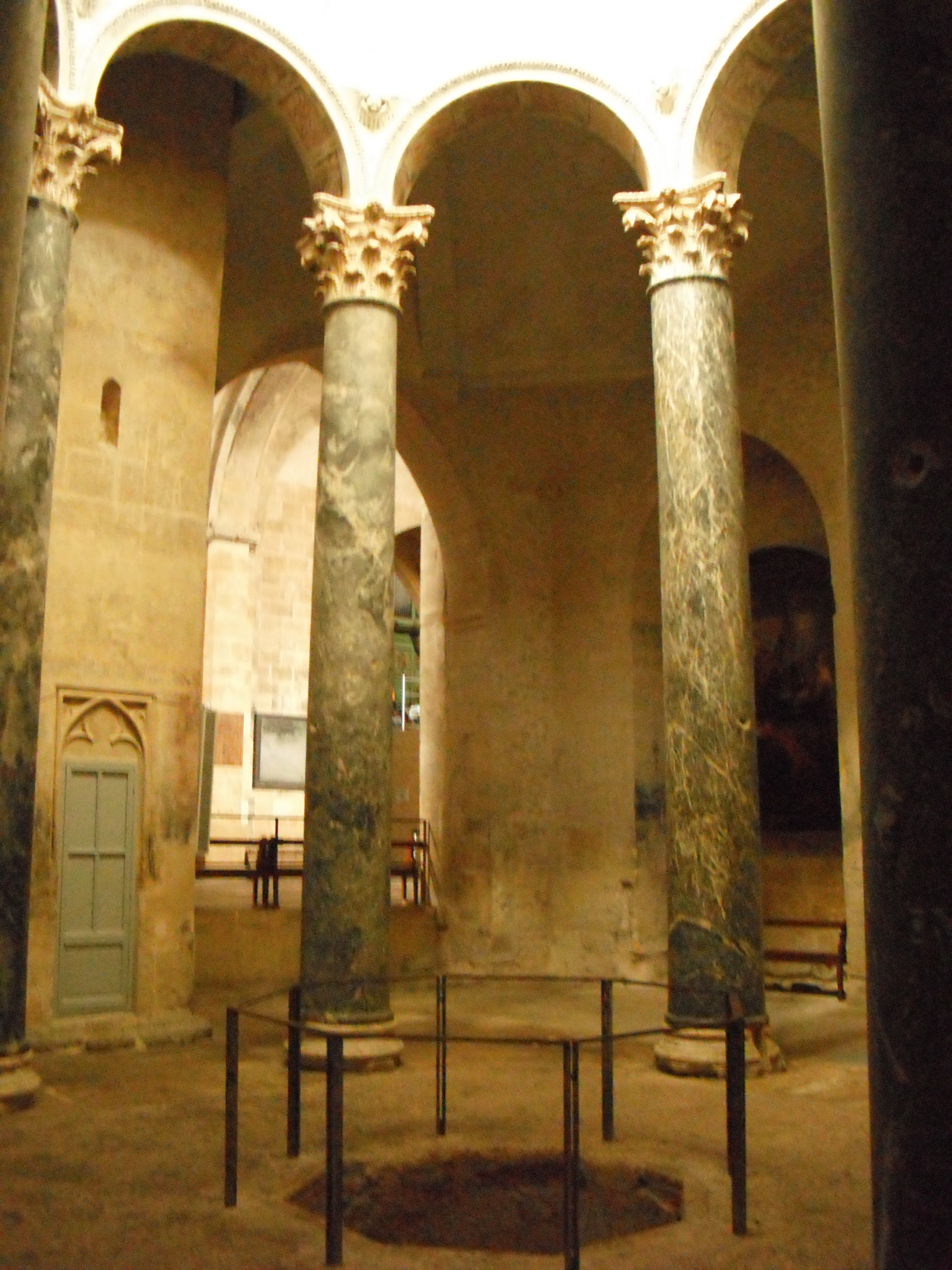
Baptistère de la cathédrale Saint-Sauveur.

Si la destitution d'Héros ne fait pas de doute, celle de Lazare fait davantage débat. Selon certains, deux ans après, en 413, Lazare est encore à la tête de l'épiscopat aixois et fait construire un baptistère dans son groupe épiscopal, à côté de l'ecclesia major.

#### Mitre d'Aix
Le Ve siècle marque le développement de la cathédrale Saint-Sauveur qui, si elle n'a longtemps été qu'un lieu de culte secondaire à Aix, n'en demeure pas moins un monument de haute Antiquité, sans doute contemporain des premiers chrétiens. C'est l'époque où vit Mitre d'Aix, auquel les Provençaux rendront ultérieurement un culte, un homme qui, à l'âge de vingt-quatre ans, quitte ses parents en Grèce pour la Provence dans l'espoir d'y vivre une vie de charité et de dénuement. Accusé de sorcellerie et jeté dans le cachot d'une tour romaine, il est décapité dans la cour du prétoire d'Aix en 466. Selon la légende, il ramasse alors sa tête, la serre contre sa poitrine et la porte jusqu'à l'autel de l'église de Notre-Dame de la Seds. Enfin, il expire. Sa statue est visible aujourd'hui autour du portail de la cathédrale Saint-Sauveur.
Vers l'an 500, le baptistère de Saint-Sauveur est construit et l'édifice se développe au fil des siècles tout autour de ce monument à l'aspect quasi inchangé depuis le Ve siècle. On ne connaît pas le nom du constructeur de ce baptistère. On évoque toutefois le nom de Basilius, évêque d'Aix comme auteur probable, dans la mesure où l'on retrouve son inscription funéraire tout à côté.

### Le temps des invasions

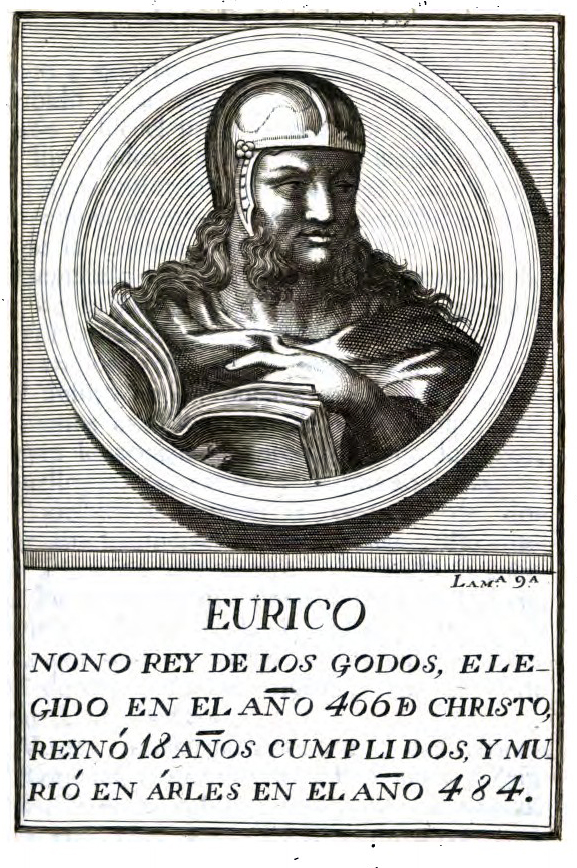
Le roi wisigoth Euric qui conquiert le Sud de la Gaule en 476.

La Provence subit plusieurs vagues d'invasions étrangères dès l'Antiquité tardive : les Wisigoths en 476, les Ostrogoths en 508 et les Francs en 536. Celles-ci se poursuivent au Haut Moyen Âge. Ainsi, les Lombards descendent de Germanie jusqu'en Italie et passe par la Provence qu'ils pillent. Sous l'empire carolingien, la région aura à subir les invasions répétées des Sarrasins du VIIIe au Xe siècle. Les documents archéologiques manquent pour indiquer la part de destruction qu'Aix a subi à la suite de ces attaques répétées. Pour Pierre-Joseph de Haitze, en revanche, la destruction est totale, ou presque : « Cette dévastation fut si grande qu'après leur retraite, on ne trouva d'entier en cette ville que les tours du palais, encore beaucoup endommagées, et quelques autres ouvrages des Romains enterrés. » Le doute peut entourer cette affirmation. Les bâtiments qui, pour de Haitze, ont résisté aux attaques, sont les bâtiments romains encore debout à son époque. Rien ne vient étayer une telle affirmation, même s'il est à supposer que la ville d'Aix subit probablement les conséquences des passages de ces troupes hostiles, tant militairement qu'économiquement.
.
Alors que les remparts de la ville sont fortifiés pour faire face aux attaques, la population d'Aix ne peut plus compter sur l'approvisionnement de la part des aqueducs qui ceinturent la région. Ceux-ci soit sont délabrés, soit subissent les attaques d'ennemis destinées à enclaver la cité et à l'assoiffer. Par chance, Aix possède des nappes phréatiques immenses, tant d'eaux froides que d'eaux chaudes, et doit procéder au creusement de puits qui assureront le rôle que jouaient jadis les aqueducs. C'est ainsi que fleurissent aux quatre coins de la ville des puits publics et privés.
Politiquement, Aix souffre considérablement de ces attaques ennemies. Après l'invasion franque de 536, elle est destituée de son statut de capitale de la Narbonnaise Seconde au profit d'Arles, mais le retrouvera sous les Carolingiens, à une époque où sa population est pourtant faible au regard de son passé glorieux.

### Aix au temps des Carolingiens
| \| Bourg Saint-Sauveur Ville comtale Ville des Tours \| Localisation des trois bourgs d'Aix-en-Provence |
| Bourg Saint-Sauveur Ville comtale Ville des Tours                                                       |

À la fin du VIIIe siècle, il n'existe plus que trois lieux de peuplement à Aix qui n'a plus rien à voir avec la riche Aquae Sextiae : on habite encore autour du site de Notre-Dame de la Seds, autour de la cathédrale Saint-Sauveur et un peu plus au sud de la cathédrale, dans le secteur de l'actuelle place de Verdun. Pour le reste, tout est désertifié. Ces trois zones se développent progressivement, gagnent des habitants et se fortifient et constituent dès lors trois bourgs distincts : la ville des Tours, le bourg Saint-Sauveur et la ville comtale, dont chacun se dote de remparts. Les siècles vont avoir raison de la ville des Tours qui va être abandonnée aux alentours du XIVe siècle, mais les deux autres bourgs vont prospérer.

## Le Moyen Âge tardif

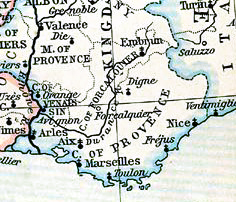
Partage de la Provence au XIIe siècle entre comté et marquisat de Provence et comté de Forcalquier

Aix va sortir de la décadence grâce à la décision prise par les comtes de Provence en 1189 de faire de la ville leur nouveau lieu de résidence, au détriment d'Arles et Avignon où ils vivaient jusqu'alors. Cet acte donne de facto à Aix le titre de « capitale de la Provence », titre qu'elle conservera jusqu'à la Révolution.
À la fin du Haut Moyen Âge, la ville médiévale s'est constituée autour de trois noyaux urbains. Au nord, le bourg Saint-Sauveur, qui dépend du chapitre, s'est formé autour de la cathédrale, elle-même située sur l'emplacement du forum d'Aquae Sextiae. Au sud, la ville comtale est  issue d'un noyau urbain implanté autour de la porte d'Italie, porte monumentale au sud-est de la ville romaine. C'est dans ces lieux que les comtes de Provence s'installent à la fin du XIIe siècle pour donner naissance à la ville comtale. Le palais comtal est ensemble de bâtiments qui enclavent les deux tours de la porte à cavaedium ainsi que la tour du mausolée antique. Les aires remparées de ces deux villes se perçoivent encore dans les courbes des rues du centre-ville actuel. Enfin, située à plus d'un kilomètre à l'ouest, la ville des tours est issue d'un noyau urbain créé dans la conque et aux abords du théâtre antique (mis au jour en 2004 dans le jardin des sœurs de la Seds), c'est une ville partagée entre plusieurs seigneurs et l'archevêque qui en possède la majorité, Elle prend le nom de ville des Tours (villa de Turribus), en raison des nombreuses tours qui s'y dressent. Cette ville tripartite, qui semble être le seul cas français connu pour cette période, forme au  XIVe siècle    une agglomération populeuse qui compte au moins 15 000 habitants. Elle va disparaitre à la fin du XIVe siècle avec l'abandon définitif de la ville des Tours au profit des deux autres qui vont connaitre une croissance sans interruption jusqu'à nos jours. La ville des Tours est peu à peu pillée puis détruite, presque inexistante, lorsque les sœurs de la Seds rachètent une partie des terres au cours du XVIe siècle pour y établir leur couvent, cette installation sauve la partie basse du théâtre antique du pillage de pierre qui reste enseveli sous plusieurs mètres de terre et d'occupation pendant quatre siècles.
À la mort de Jeanne Ire de Naples (la reine Jeanne), Aix est à la tête de la ligue des communautés et villes (Toulon, Nice et Tarascon notamment) qui s’opposent à la dynastie angevine au sein de l’Union d'Aix. À la suite de l’assassinat de la reine Jeanne, l'Union se rallie à Charles de Duras et la guerre civile frappe la Provence durant toute l'année 1383. Par divers renversements politiques dont les morts de Louis Ier d'Anjou et de Charles de Duras, Aix finit par se rallier devant les promesses de Marie de Blois. Louis II d'Anjou fait son entrée dans la ville le 21 octobre 1387. L'abandon du soutien d'Aix à la partie est de la Provence, entraînera sa dédition.

### Aix et le «bon roi René»

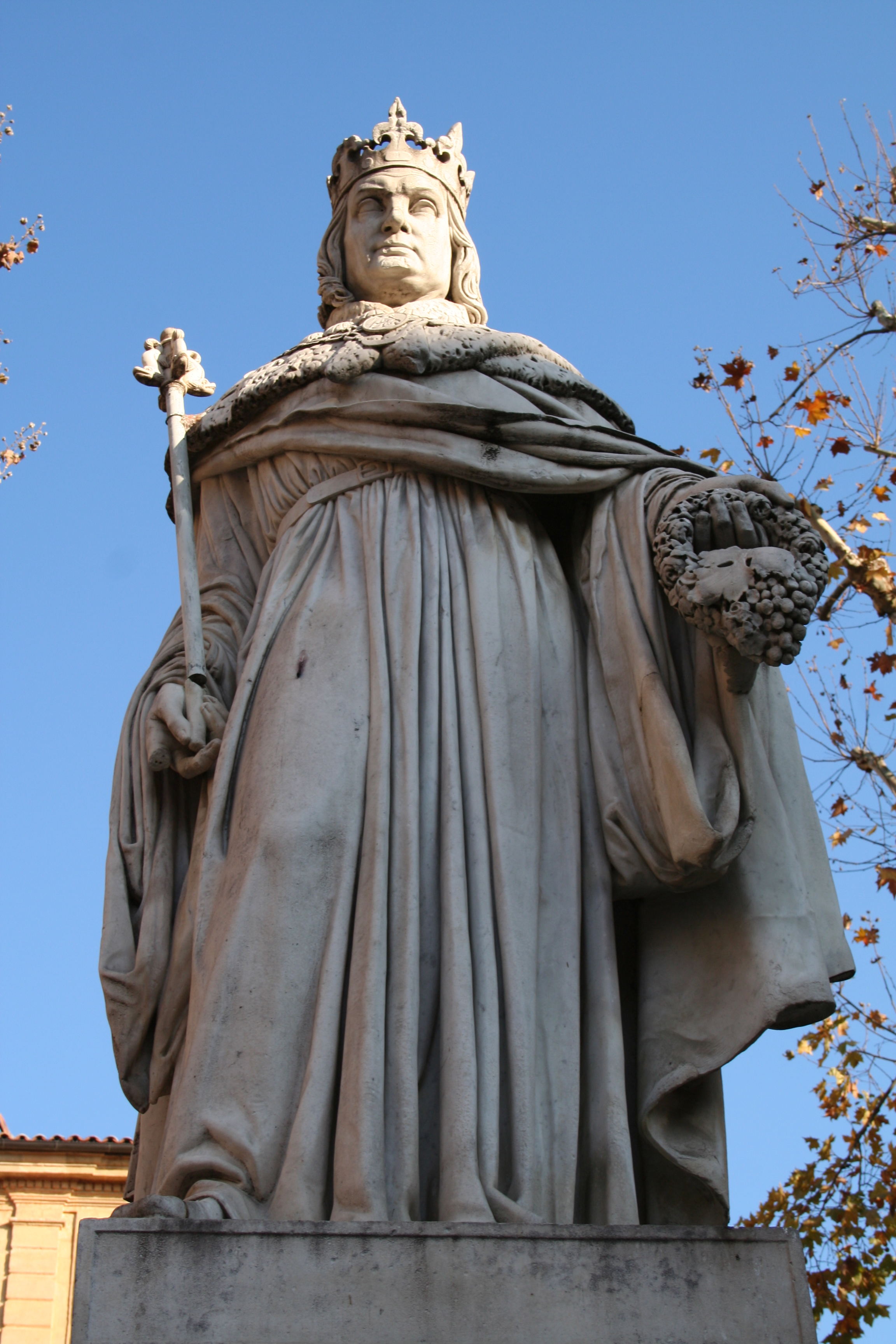
Statue du roi René, cours Mirabeau.

Aix ne retrouve sa splendeur qu’à partir du XIIe siècle, où les comtes de Provence (maisons d’Anjou et d’Aragon) y tiennent une cour raffinée et lettrée, et au XVe siècle sous le bon roi René, duc d'Anjou, comte de Provence, roi titulaire de Sicile, la ville prend tout son essor. Le roi René, esprit éclairé, transforme la ville en un célèbre centre culturel et universitaire (1409). Il organise des fêtes populaires comme la procession de la Tarasque, à Tarascon ou la Fête-Dieu à Aix qui durait plusieurs jours et rassemblait des centaines de troubadours. Il est également à l'origine de l'importation du raisin muscat. Il épouse Isabelle de Lorraine, puis Jeanne de Laval, et à 72 ans, meurt à Aix en 1480.
Dans ses Chroniques, le célèbre chroniqueur Jean de Joinville parle d'Aix-en-Provence à propos d'une visite de Saint-Louis : « Le roi s'en vint par la comté de Provence jusqu'à une cité qu'on appelle Aix, en Provence, là où l'on disoit que le corps de Magdeleine gisoit ; et nous allâmes dans une voûte de rocher moult haut, là où l'on disoit que la Magdeleine avoit été en hermitage dix-sept ans. »